# Garry Mapanzure
Garikai „Garry“ Munashe Mapanzure (* 18. Juni 1998 in Harare; † 13. Oktober 2023 in Masvingo) war ein simbabwischer Afropop-und-RnB-Musiker.

## Leben und Wirken
Mapanzure wuchs in der simbabwischen Hauptstadt Harare auf. In seiner Kindheit sang er im Kirchenchor. Nach seinem Schulabschluss studierte er zunächst in China Architektur.
Im August 2017 veröffentlichte er den Song Wapunza mit (Stand: Oktober 2023) 4,4 Millionen Aufrufen auf YouTube. 2019 wurde er bei den All Africa Music Awards für seinen „bedeutenden Beitrag zur [afrikanischen] Musiklandschaft“ geehrt. Im März 2020 veröffentlichte er unter dem Titel The First sein erstes Album mit acht Singles.
Mapanzure starb am 13. Oktober 2023 im Alter von 25 Jahren bei einem Verkehrsunfall im südsimbabwischen Masvingo.